# Stefanie Schüler-Springorum
Stefanie Schüler-Springorum (Amburgo, 1962) è una storica tedesca, specializzata nelle ricerche sull'antisemitismo, nella storia ebraico-tedesca, storia spagnola e storia culturale e di genere del XIX e XX secolo.
Dal 2001 al 2011 ha diretto l'Istituto per la storia degli ebrei tedeschi di Amburgo. Nel giugno 2011 è divenuta direttrice il Centro di ricerca sull'antisemitismo dell'Università tecnica di Berlino. Al 2024, è membro della giuria d'onore del Premio per la pace Erich Maria Remarque. Inoltre, è membro del gruppo direttivo della Dichiarazione di Gerusalemme sull'Antisemitismo, pubblicata nel marzo 2021.

## Biografia
Figlia del giurista Horst Schüler-Springorum, ha studiato storia medievale e moderna, etnologia e scienze politiche presso le Università di Gottinga, Barcellona e Porto Rico. Nel 1993 ha conseguito il dottorato con il massimo dei voti presso l'Università della Ruhr a Bochum, discutendo una tesi sulla minoranza ebraica a Königsberg/Prussia dal 1871 al 1945, sotto la supervisione di Helga Grebing e Hans Mommsen.
Dal 1994 al 1995, Schüler-Springorum è stata assistente ricercatrice presso la Fondazione Topografia del Terrore di Berlino per la mostra intitolata "Storia ebraica a Berlino". Nel 1999 è stata nominata docente presso l'Università Tecnica di Berlino. Dal 2001 al 2011 è succeduta a Monika Richarz come direttrice dell'Istituto per la storia degli ebrei tedeschi di Amburgo ed è stata presidente del gruppo di lavoro scientifico dell'Istituto "Leo Baeck" nella Repubblica Federale di Germania. Ha insegnato anche all'Università di Amburgo. Nell'ottobre 2010, è stata nominata responsabile del Centro di ricerca sull'antisemitismo come successore del direttore uscente Wolfgang Benz e ha assunto l'incarico a Berlino il 1° giugno 2011.
Dal 2012 è membro del consiglio di amministrazione del Centro di studi ebraici di Berlino-Brandeburgo. È anche membro del consiglio di amministrazione della Mendelssohn Society (dal 2011) e membro dei consigli consultivi della Fondazione Topografia del Terrore, della Fondazione Memorial Brandenburgo (dal 2013), della Casa del Memoriale e Centro Educativo della Conferenza di Wannsee (vicepresidente, dal 2013) e dell'Istituto Simon Dubnow per la storia e la cultura ebraica (2012-2018). È stata redattrice della rivista WerkstattGeschichte dal 1998 e redattrice del Jahrbuch für Antisemitismusforschung dal 2012. Dal 2002 al 2012 è stata la curatrice editoriale della collana Hamburger Beiträge zur Geschichte der deutschen Juden.
È specializzata in storia ebraico-tedesca, storia spagnola e storia culturale e di genere del XIX e XX secolo. Nel 2010 ha pubblicato un resoconto sulla Legione Condor nella Guerra civile spagnola:
(Stefanie Schüler-Springorum: Krieg und Fliegen. Die Legion Condor im Spanischen Bürgerkrieg., 2010)
Nel 2020, ha lavorato all'appello dell'iniziativa GG 5.3 Weltoffenheit, che critica la risoluzione BDS del Bundestag tedesco, che classifica l'iniziativa BDS in Germania come antisemita e anti-israeliana. Schüler-Springorum è anche membro del gruppo direttivo della Dichiarazione di Gerusalemme sull'Antisemitismo, pubblicata nel marzo 2021. Il documento, sostenuto inizialmente da 200 firmatari, afferma una ridefinizione più precisa dell'antisemitismo.

## Scritti (selezione)

### Monografie
- Geschlecht und Differenz. Schöningh, Paderborn 2014, ISBN 978-3-506-77131-5.
- Krieg und Fliegen. Die Legion Condor im Spanischen Bürgerkrieg. Schöningh, Paderborn u. a. 2010, ISBN 978-3-506-76747-9.
- Die jüdische Minderheit in Königsberg/Preußen, 1871–1945 (= Schriftenreihe der Historischen Kommission bei der Bayerischen Akademie der Wissenschaften. Band 56). Vandenhoeck & Ruprecht, Göttingen 1996, ISBN 3-525-36049-5 (Zugleich: Bochum, Universität, Dissertation, 1993/94; copia digitalizzata).

### Come co-autrice
- con Pavel Brunssen: Football and Discrimination. Antisemitism and Beyond. Routledge, London u. a. 2021, ISBN 978-0-367-35659-0.
- con Jan Süselbeck: Emotionen und Antisemitismus. Geschichte – Literatur – Theorie (= Studien zu Ressentiments in Geschichte und Gegenwart. Band 5). Wallstein, Göttingen 2021, ISBN 978-3-8353-3905-7.
- con Angelika Schaser: Liberalismus und Emanzipation. In- und Exklusionsprozesse im Kaiserreich und in der Weimarer Republik (= Wissenschaftliche Reihe. Band 10). Franz Steiner Verlag, Stuttgart 2010, ISBN 3-515-09319-2.
- con Knut Bergbauer, Sabine Fröhlich: Denkmalsfigur. Biographische Annäherung an Hans Litten 1903–1938. Wallstein, Göttingen 2008, ISBN 978-3-8353-0268-6.
  - Erweiterte Ausgabe 2022 als: Knut Bergbauer, Sabine Fröhlich und Stefanie Schüler-Springorum: Hans Litten – Anwalt gegen Hitler. Eine Biographie. Wallstein, Göttingen 2022, ISBN 978-3-8353-4835-6.
- con Irmela von der Lühe, Axel Schildt: „Auch in Deutschland waren wir nicht wirklich zu Hause“. Jüdische Remigration nach 1945 (= Hamburger Beiträge zur Geschichte der deutschen Juden. Band 34). Wallstein, Göttingen 2008, ISBN 978-3-8353-0312-6.
- con Kirsten Heinsohn: Deutsch-jüdische Geschichte als Geschlechtergeschichte. Studien zum 19. und 20. Jahrhundert (= Hamburger Beiträge zur Geschichte der deutschen Juden. Band 28). Wallstein, Göttingen 2006, ISBN 3-89244-942-2.
- con Karen Hagemann: Heimat – Front. Militär und Geschlechterverhältnisse im Zeitalter der Weltkriege. Campus, Frankfurt am Main u. a. 2002, ISBN 3-593-36837-4.